# Six Pack
Six Pack är en samlingsskiva med ZZ Top, utgiven 1987. Samlingsskivan innehåller låtar från ZZ Tops tidigare sex skivor ZZ Top's First Album (1970), Rio Grande Mud (1972), Tres Hombres (1973), Fandango! (1975), Tejas (1976) och El Loco (1981).